# シナモロール
シナモロール（ラテン文字表記：Cinnamoroll）は、日本のサンリオによるキャラクター群。デザイナーは奥村心雪。

## 来歴
2001年9月にキャラクター開発。同年秋頃、『いちご新聞』で行われた新キャラクターの読者投票企画にて選ばれ、グッズデビューが決まった。キャラクターの開発は当時のカフェブームの時代背景を受けた。
2002年5月16日からグッズの発売が開始。当時の作品タイトル名はベビーシナモン（baby cinnamon）である。当時「癒し系」として注目を集めていたセガトイズ・ホリプロの「お茶犬」に対抗するキャラクターとされる。
2003年3月に名称をシナモロールに統一した。
これまでサンリオはキャラクターの広告宣伝には消極的であったが、シナモロールはサンリオによるテレビ・雑誌での積極的な宣伝により、短期間で人気を獲得することに成功した。
2004年にはサンリオショップでの売上の25%を占め、ハローキティに次ぐ人気を獲得。また同年11月には日本ビクター（現・JVCケンウッド）より、シナモロール（シナモン）がデザインされたポータブルMDプレーヤー「XM-C31CN」が発売された（既に生産、販売終了となっている）。2005年度には年間300億円を売り上げた。
2005年にはモカ、シフォン、アズキの3キャラクターによる「シナモエンジェルス」（Cinnamoangels）が発表され、シナモロールとは別に商品展開を開始した。商品展開開始時点での主となる対象層は8〜10歳程度の女児であり、小学校中学年〜同高学年程度向けの商品が主力のシナモロールより低く設定されている。
2007年にはカプチーノの双子の弟の「ココ」「ナッツ」が発表された。さらに同年、「ルロロマニック」（Lloromannic）というシナモ系キャラの小悪魔バージョン（ベリー、チェリー）が発表され、これもシナモロール、シナモエンジェルスとは別に商品展開を開始した。また同年に小説「シナモロール シナモンのふしぎ旅行」が発売、作中キャラの「ポロン」も別に商品展開を開始した。
2008年春からは講談社が発行する幼児向け雑誌での連載がスタートし、その代わりに小学館が発行する幼児向け雑誌での掲載がなくなった。
2017年1月10日、シナモロール15周年を記念してサンリオピューロランドに「シナモロールふわもこタウン」のオープンと同時にシナモンにそっくりな「品川紋次郎（しながわもんじろう）」というちょんまげを結い袴を着てお団子の刀を持つ浪人をモチーフにした正体不明のキャラクターのほか、城のお役人をモチーフにした「かぷえもん」というお団子好きの食いしん坊のキャラクターや、くノ一で分身の術が得意な「しふぉ丸」というキャラクターなどが登場した。ピューロランド限定でグッズの販売も行なわれている。
2018年3月6日、シナモンの誕生日を記念して、サンリオキャラクター初のファンクラブサイト「シナモロール王国」が設立された。
2019年、モカの推薦で「第32回ジュノン・スーパーボーイ・コンテスト」に出場。審査員特別賞を受賞した。
2021年3月31日、ファンクラブサイト「シナモロール王国」がサービス終了の予定。
2023年3月3日、公式YouTubeチャンネルが開設。と同時にYouTube内にてシナモンの誕生日を記念してショートアニメ「シナモンアニメだもん」が開始された。
2024年11月、生みの親とも言える奥村心雪がサンリオを退社。奥村はシナモロールのヒットの功績によりサンリオの執行役員に昇進していた。以降は残った担当スタッフが引き継いでいる 。

## キャラクター
- シナモンの原型は、2000年に[4]デザイナーの奥村心雪が描いたうさぎのぽっちゃりとしたキャラクターで、上司にキャラクターを提案したものの却下されたため、耳と尻尾をアレンジして犬のキャラクターとして発表したものである[11]。
- シナモンのほか、モカ、みるく、シフォン、カプチーノ、エスプレッソは子犬とされ[21]、ルロロマニックの2人は悪魔と設定されている[22]。
- 『いちご新聞』でシナモロールが初めて表紙を飾ったのは、2002年6月号（412号）である[23]。
- キャラクターの誕生日や性格に関して、シナモロールはデザイナーである奥村心雪の弟、エスプレッソは父、シフォンは会社の同期から由来している[24]。

### 種類（シナモンとフレンズ）

#### シナモン（Cinnamon）
- 声：川田妙子
- 種族：ふわもこ雲族[25]
- 誕生日：3月6日[26]
- 生誕地：遠いお空の雲の上[27]
- 性別：男の子
- 血液型：Aっぽい型[28]
- 身長：だいたい21.5cm[29]
- 性格：大人しいけど、とても人懐っこい[26]
- 好物：「カフェ・シナモン」名物のシナモンロール[26]
- 趣味：カフェのテラスでお昼寝
- 特技：大きな耳で空を飛ぶこと
- 将来の夢：レストランのシェフ[26]
- チャームポイント：シナモンロールみたいなクルクルしっぽ[30]

#### 友達 （フレンズ）
モカ（Mocha）
声 - かかずゆみ
オシャレでおしゃべりな子犬の女の子。優しくて面倒見がいい、みんなのお姉さん的存在。特技は誰とでもすぐに友達になれること。趣味は飼い主さんのお姉さんとおしゃべり。チャームポイントはチョコレート色の毛並みとお花のリボン。夢はファッションデザイナー。好物はガトーショコラとフルーツタルト。丘の上の白いお家に住んでいる。誕生日は2月20日。

カプチーノ（Cappuccino）
声 - 佐久間レイ
のんびり屋さんで食いしん坊な子犬の男の子。お昼寝が大好きでシナモンの一番の友達。特技はすぐに眠れる事と寝ている間も名前を呼ばれたらしっぽを振ってお返事出来ること。苦手なことは運動だけど最近は頑張ってジョギングをしている。趣味はシナモンとお昼寝をすること。チャームポイントはカプチーノクリームみたいなお口。カフェ・シナモンのお向かいの赤い屋根のお家に住んでいる。誕生日は6月27日。

エスプレッソ（Espresso）
声 - 白石涼子
ワンちゃんコンテストで優勝したこともある、とても賢いおぼっちゃまな子犬の男の子。でもお昼寝のときはお気に入りの毛布がないと眠れないさみしがり屋さん。特技は英語。趣味は飼い主のお姉さんとかっこいい車でドライブ。チャームポイントは気品溢れるモーツァルトヘア。好物はクレームブリュレ。好きな場所は自分のアトリエ。将来の夢はミュージカルスター。公園の近くで一番大きなお家に住んでいる。誕生日は12月4日。

シフォン（Chiffon）
声 - 大谷育江
いつも元気いっぱい。細かいことは気にしないムードメーカーな子犬の女の子。特技は楽しい遊びをすぐに思いついちゃうこと。苦手なことは勉強と、じっとしていること。趣味は飼い主のお姉さんと公園でかけっこすること。チャームポイントはシフォンケーキみたいに、ふわふわのお耳。好物はシフォンケーキ。将来の夢はオリンピックで金メダルをとること。緑がいっぱいの公園の近くに住んでいる。誕生日は1月14日。

みるく（Milk）
声 - 大谷育江
お気に入りのおしゃぶりがないと、すぐに泣いてしまう一番小さな甘えん坊さんな子犬の男の子。シナモンのことが大好き。特技はミルクの一気飲み。趣味はシナモンのまねをして一緒にカフェのお手伝いをすること。チャームポイントはおでこのうぶ毛とお気に入りのおしゃぶり。好きな色はシナモン色の白。好きな食べ物はミルクとシナモンロール。宝物はシナモンのぬいぐるみ。将来の夢はシナモンみたいにお空を飛ぶこと。公園の近くの煙突のあるお家に住んでいる。誕生日は2月4日。
コルネ（Corne）
ユニコーンの男のコ。時空を超えて、過去や未来、絵本の世界へ行くことができる時空の旅人。新月の時はシュクルタウンにあるクロワッサン湖の雫を飲みに行く。チャームポイントはチョココロネみたいにクルクルねじれたツノ。好きな食べ物は星屑。
ポロン（Poron）
コルネに乗ってきた謎の子犬の女の子。大きなカギとタイムコンパスで魔法を使うと、時空を超えられる。コルネの背中に乗ってこっちの世界にやってくる。シナモンと同じ青い瞳をしている。チャームポイントは雲みたいなふわふわのお耳と空色のリボン。
ココ（Coco）
カプチーノの双子の弟の子犬の男の子。双子の兄。お調子者で元気いっぱい。いつもクスクス笑っている。誕生日は7月25日。
ナッツ（Nuts）
カプチーノの双子の弟の子犬の男の子。双子の弟。食いしん坊で寝坊助。ちょっぴり怖がりさん。誕生日は7月25日。
アズキ（Azuki）
声 - 大河内雅子
おっとりしている子犬の女の子。若干テンポがズレているけど、ぼそっとするどいツッコミをいれたりする。関西弁を話す。趣味は、緑側でお茶をすすること。誕生日は9月25日。
鳥さん
カフェによく遊びにくる、黄色い小鳥さんたち。公園のりんごの木に住んでいる。
くまさん
シナモンのお気に入りのくまさんのぬいぐるみ。
シロ太郎（コットン）
ワサンボン通りの「白猫堂書店」の看板ネコ。お気に入りの散歩コースはカフェ・シナモンのお庭。
ベリー（Berry）、チェリー（Cherry）
『ルロロマニック』のキャラクター。詳細は当該記事を参照。

## イメージキャラクター
2017年2月13日、シナモロールが品川区のしながわ観光大使に任命され、区役所で任命式や関連イベントが開催された。なお、シナモンは2013年に「しながわみやげ」応援キャラクターに任命されているほか、2015年3月配信を開始した「しながわ巡り」という観光情報サービスアプリのナビゲーター（案内役）にも採用され、それに合わせてしながわ観光案内所「しなかんPLAZA」の外観がリニューアルされ、シナモロールの記念撮影パネルなどが設置された。また、2017年と2018年には目黒川みんなのイルミネーションのオープニングセレモニー（点灯式）に参加している。
2018年10月27日、シナモンがあしらわれたマンホールの蓋が大井町駅前に設置されている。また、2018年11月19日、シナモンがあしらわれたデザイン絵タイルが立会川競馬場通りの歩道に複数ヶ所設置されている。また、品川区の婚姻届や出生届キャラクターに起用されている。
東京都の地方銀行である東京都民銀行が同キャラクターを起用し、通帳・キャッシュカードなどにおいて採用していた（同行は、シナモロールと並行してFC東京のキャラクター通帳・キャッシュカードなどを作成していた。2016年8月より、東京TYフィナンシャルグループとしての統一キャラクターの扱いとして、リトルツインスターズに変更されたため、同年6月から2ヶ月間は、八千代銀行のポチャッコとともに、グループの新旧キャラクターのノベルティを制作している）。
また、朝日生命のマスコットキャラクターに2009年4月から起用されており、公式ホームページにも特設コンテンツが設置され、キャラクターのプロフィールなどを閲覧できる。
2022年、神奈川県中井町から「なかい応援大使」に任命された。しかし、本キャラクターのグッズを返礼品にしたふるさと納税額が低迷したことから、2023年度の契約更新は行わずに同年3月末で同大使を解任されることが同年2月に神奈川新聞から報じられた。

## サンリオキャラクター大賞の順位
『いちご新聞』の読者投票企画「サンリオキャラクター大賞」では第32回（2017年）、第33回（2018年）、第35回（2020年）、第36回（2021年）、第37回（2022年）、第38回（2023）、第39回（2024）の1位が歴代最高である。
2002年度（第17回）の「サンリオキャラクター大賞」ではシナモロールは初ノミネートでありながら14位となかなかの好成績を収めている。
2013年度（第28回）の「サンリオキャラクター大賞」の特別企画である「これやります宣言」で、「1位になったらシナモンフレンズ全員とおしくらまんじゅう!」と宣言していたが、最終結果は5位であったため惜しくも実現には至らなかった。
2014年度（第29回）の「サンリオキャラクター大賞」では総合順位は5位であったが、ネット投票のみを集計した結果は総合順位を上回る2位（1位はポムポムプリン）であった。
2015年度（第30回）の「サンリオキャラクター大賞」では「なかよしアワード」を受賞した。
アニバーサリーイヤーである2017年7月2日、シナモロールはサンリオキャラクター大賞で得票数65万6154票を獲得し、初のグランプリに輝いた。この年は初回速報、中間発表でも1位をキープし続け、さらにいちご新聞に届いた票のみを集計した「いちご新聞ランキング」でもグランプリになり、四冠を達成した。また、コラボ部門ではこえだちゃんとコラボしたシナモロールが1位を獲得した。
2018年7月1日、前年に引き続きサンリオキャラクター大賞でグランプリを獲得し、二連覇を達成した。ただしこの年は初回速報、中間発表では1位をキープしていたが、「いちご新聞ランキング」では2位となり（1位はポチャッコ）、惜しくもグランプリを逃した。また、海外では台湾と中国とフランスで3位を獲得した。
2019年、総合順位では2位だが、台湾と中国では1位を獲得したほか、香港で3位を獲得した。また、コラボ部門では☆イニ☆（スカイピース）とコラボしたシナモロールが3位を獲得したほか、えのたんとキノコフレンズとコラボしたシナモロールがエントリーした。
2020年、サンリオキャラクター大賞で得票数138万7152票を獲得し、2年ぶりのグランプリに返り咲いた。1位を記念して、ミュージックビデオ『ふれーふれーがんばれー！』の配信も決定。また、中国とイタリアで1位を獲得したほか、台湾で2位、イギリスとフランスで3位を獲得した。また、コロナ関連によるサンリオショップの臨時休業が相次ぎ、思うようにサンリオショップ店頭からの投票（チップde投票）が出来なかったため、サンリオキャラクター大賞終了後の6月12日から30日にかけて、スピンアウト企画の 「チップde投票リターンズ」がサンリオショップ各店舗で開催され、サンリオショップのひとつのハーモニーランドにおいての結果は「シナモロール」は2位であった（この回の票は、公式にはサンリオキャラクター大賞本戦の結果には反映されない）。
2021年、サンリオキャラクター大賞で得票数231万4222票を獲得し、2連覇を達成した。また、中国とアメリカとオーストラリアで1位を獲得したほか、台湾、ブラジル、フランス、シンガポール、タイで2位、イタリアで3位を獲得した。
2022年、サンリオキャラクター大賞で得票数289万6171票を獲得し、3連覇を達成した。また、中国、アメリカ、オーストラリア、ブラジル、フランス、イタリアとシンガポールで1位を獲得したほか、台湾、韓国、ドイツ、タイ、スペインで2位、イギリスで3位を獲得した。
2023年、サンリオキャラクター大賞で得票数437万6064票を獲得し、4連覇を達成した。中国、韓国、アメリカ、オーストラリア、スペイン、ブラジル、フランス、イタリア、シンガポールで1位を獲得したほか、台湾、イギリスで3位を獲得した。
また、いちご新聞オリジナル企画で2016年より「サブキャラコンテスト」が開催されている。第1回（2017年）では「みるく」が3位、「エスプレッソ」が9位、「シフォン」が13位にランクインした。第2回（2017年）の「サブキャラコンテスト」ではノミネートなし（但し、「品川紋次郎」のサブキャラとして「みるく」が3位、「かぷえもん」が5位、「えすのしん」が7位、「もか」が10位にランクイン）、2018年の「サブキャラコンテスト」では「コルネ」が3位、「ココとナッツ」が5位、「アズキ」が8位にランクインした。2019年の「サブキャラコンテスト」は過去3年間の上位20位にランクされた全60キャラクター同士による決戦コンテストが実施され「みるく」が3位、「エスプレッソ」が10位、「シフォン」が22位、「ココとナッツ」が30位、「アズキ」が39位にランクインした（このほか「品川紋次郎」のサブキャラとして「かぷえもん」が15位、「みるく」が20位、「もか」が32位、「えすのしん」が43位）。仕切り直しとなる第5回（2020年）の「サブキャラコンテスト」では「みるく」が1位を受賞したほか、「モカ」が7位、「シフォン」が9位にランクインした。
- 2025年サンリオキャラクター大賞2位
- 2024年サンリオキャラクター大賞1位。（いちご新聞ランキング4位[79])。
- 2023年サンリオキャラクター大賞1位（いちご新聞ランキング1位[80]）。
- 2022年サンリオキャラクター大賞1位[81]（いちご新聞ランキング1位[82]）。
- 2021年サンリオキャラクター大賞1位[83]（いちご新聞ランキング2位[84]）。
- 2020年サンリオキャラクター大賞1位（いちご新聞ランキング3位[85]）。
- 2019年サンリオキャラクター大賞2位（いちご新聞ランキング3位[86]）。
- 2018年サンリオキャラクター大賞1位（いちご新聞ランキング2位[87]）。
- 2017年サンリオキャラクター大賞1位（いちご新聞ランキング1位[88]）。
- 2016年サンリオキャラクター大賞2位（いちご新聞ランキング4位） ／ なでる投票2位[89]。
- 2015年サンリオキャラクター大賞3位（いちご新聞ランキング5位[90]）。
- 2014年サンリオキャラクター大賞5位[91][注釈 3]（いちご新聞ランキング6位[93]）。
- 2013年サンリオキャラクター大賞5位[94]。
- 2012年サンリオキャラクター大賞4位。
- 2011年サンリオキャラクター大賞5位。
- 2010年サンリオキャラクター大賞6位。
- 2009年サンリオキャラクター大賞6位。
- 2008年サンリオキャラクター大賞7位。
- 2007年サンリオキャラクター大賞5位。
- 2003年〜2006年サンリオキャラクター大賞3位。
- 2002年サンリオキャラクター大賞14位[50]。

## 本
- ふわふわ♥シナモン（漫画：月梨野ゆみ、作：関千里、小学館/全五巻）〈小学館の学年別学習雑誌に連載〉ISBN 4091470815(第一巻)
- ふわふわ♥シナモン カラー版（小学館/全三巻）ISBN 4091480268(第一巻)
- シナモントラベルえほん シナモンとまいごのこいぬ（絵：マルク・ブタヴァン、文：関千里、小学館）ISBN 4097277316
- シナモントラベルえほん シナモンと南の島のこどもたち（絵：マルク・ブタヴァン、文：関千里、小学館）ISBN 4097277324
- シナモントラベルえほん シナモンとちいさな木（絵：マルク・ブタヴァン、文：関千里、小学館）ISBN 9784097277330
- シナモンがいっぱい!―シナモン公式ファンブック ワンダーライフスペシャル（小学館）ISBN 409106261X
- シナモロール シナモンのふしぎ旅行（作：芳野詩子、絵：霧賀ユキ、角川つばさ文庫）ISBN 9784046314369
- シナモロールの『エチカ』感情に支配されないヒント（ブックデザイン：福間優子、原稿協力：日吉久代、朝日文庫/朝日新聞出版）ISBN 9784022648006
- シナモロール大百科（パルコ出版）ISBN 9784865062151
- シナモロールきぶん。（ぴあ出版）ISBN 9784835638140
- シナモロールのめいろ×まちがいさがし (サンリオチャイルドムック) （サンリオ）ISBN 978-4387170341
- シナモロールなぞなぞ250 (サンリオチャイルドムック)

　　（サンリオ）ISBN 978-4387180616
- シナモロールとはじめる子ども将棋入門（監修：里見香奈、イラスト：白鳥ぱんだ　マイナビ出版 ）
- シナモロールぴあ（ぴあ出版） ISBN 978-4835643816
- 心が整う シナモロールの美文字練習帳（監修：大平恵理、 朝日新聞出版 ） ISBN 978-4022518088
- シナモロール4コマまんが カフェ・シナモンへようこそ!

（主婦と生活社）ISBN 978-4391157246
- シナモロールといっしょ（扶桑社） ISBN 978-4594090340
- シナモロール 遊び塗り絵（ムディエヌコーポレーション ） ISBN 978-4295203414
- シナモロール いつもそばにいるよ（パルコ出版）ISBN 978-4865064049
- シナモロール レターブック（パルコ出版）ISBN 978-4865064131

## ゲームソフト
- シナモロール ここにいるよ（イマジニア、ゲームボーイアドバンス）
- シナモン ゆめの大冒険（イマジニア、ゲームボーイアドバンス）
- シナモン ふわふわ大作戦（ロケットカンパニー、ゲームボーイアドバンス）
- スタイルブック シナモロール（バンダイ、ニンテンドーDS）
- シナモロール おはなししょっ! キラキラDEコレCafe（バンダイナムコゲームス、ニンテンドーDS）
- シナモンボール くるくるスイーツパラダイス（ロケットカンパニー、ニンテンドーDS）
- キャラ・パシャ！シナモロール（日本コロムビア、ニンテンドーDSiウェア）
- 新みんなの塗り絵　シナモロール（Collavier、ニンテンドー3DS ダウンロード専用ソフト）

## 映像ソフト
- ぜーんぶ! シナモン! （サンリオ）
- シナモンのひみつの扉 （サンリオ）
- ABシ〜ナモン えいごであそぼ! （ポニーキャニオン）
- サンリオぽこあぽこ　『シナモンのおうちでチャレンジ』
- サンリオぽこあぽこ　『シナモンのげんきにおでかけ』
- サンリオぽこあぽこ　『シナモンのみんなともだち』
- サンリオぽこあぽこ　『シナモンのおやこでいっしょ　cooking』

## シナモン the movie
2007年12月22日、劇場用映画『シナモン the movie』が松竹系で全国ロードショー公開された（同時上映は『ねずみ物語 〜ジョージとジェラルドの冒険〜』）。1996年1月13日公開の「ハローキティのみんなの森をまもれ！」以来、サンリオが製作した約12年ぶりの新作映画である。制作費は2作品合わせて5億円。リスク抑制のため製作委員会が結成され作品が製作されている。サイトによってタイトルの表記がまちまちだがサンリオのニュースリリースでは「movie」となっている。石原さとみが本作のキーパーソンであるヒロインのアンナ役を担当。陣内智則がチャウダー役のほか、パン生地おばけ（ポポロン）役、巨木おばけ役、城おばけ役、偽チャウダー役、巨大チャウダー役といった史上最多の1人6役に挑戦している。
コミカライズ版はこよみのゆめの作画により、小学館の少女漫画誌「ちゃお」で2007年11月号から2008年3月号まで連載。シナモン、モカ、カプチーノ、エスプレッソ、シフォン、みるく等はほぼ同じ。劇場版に登場したアンナの代わりに「ルミ」が代替えキャラクターとして登場している。フラワーコミックスで『シナモン the movie だいちょうへ〜ん!』として単行本化されている。シナモンの声優も務めた川田妙子とデザイナーの奥村心雪はちゃお2007年12月号でインタビューされている。
魔法の世界に連れ去られたアンナおねえさんを救うため、シナモン、フレンズ、チャウダーが魔法の世界に旅に出るストーリー。

### 登場キャラクター
シナモン、モカ、カプチーノ、エスプレッソ、シフォン、みるくについては省略。
アンナ
「カフェ・シナモン」で働くお姉さん。空から落ちてきた子犬に「シナモン」と名付ける。
チャウダー
町外れに住む魔法使い。アンナと仲の良いシナモンとフレンズに嫉妬し、アンナに魔法をかけ、魔法の世界に連れ去る。キャラクター名は小学館学年誌・次世代ワールドホビーフェア2007・サンリオピューロランドの一般公募によって決定した。
パン生地おばけ（愛称：ポポロン）
チャウダーの魔法でおばけに変身したパン生地。愛称はYahoo!きっずの一般公募によって決定した。

### 声優
シナモン、モカ、カプチーノ、エスプレッソ、シフォン、みるくは上記に同じ。 
- チャウダー、ポポロン：陣内智則
- アンナおねえさん：石原さとみ

### スタッフ
- 原案 - 関千里
- 監督 - 杉井ギサブロー
- 脚本 - 岡田麿里、杉井ギサブロー
- ストーリーボード - くずおかひろし
- キャラクターデザイン - 山口裕子、奥村心雪
- 監督補・キャラクター設定・総作画監督 - 江口摩吏介
- 助監督 - 高木由絵
- 美術監督 - 中村隆
- 色彩デザイン - 梶原幸代
- 色彩設計 - 茂木美実
- 撮影監督 - 佐藤陽一郎
- 編集 - 古川雅士
- 現像 - 東京現像所
- 音楽 - 服部隆之
- 音楽プロデューサー - 増沢正康
- 音響監督 - 三間雅文
- エグゼクティブプロデューサー - 佐藤誠、吉田剛、入部幸洋、喜多埜裕明
- プロデューサー - 野村達朗、須山信明、瀬戸麻理子、園田健也、岩瀬安輝
- アニメーションプロデューサー - 桜井宏
- アニメーション制作 - マッドハウス
- 制作協力 - グループ・タック
- 製作 - サンリオ、松竹、バンダイ、小学館、Yahoo! JAPAN、マッドハウス

### 主題歌
「Together」
作詞 - H.U.B. / 作曲 - 原広明 / 編曲 - AKIRA / 歌 - 東方神起
CD「Together」（エイベックス・マーケティング RZCD-45762／RZCD-45763）に収録

### 挿入歌
「シナモンの歌」
作詞 - 有森聡美 / 作曲・編曲 - 服部隆之 / 歌 - シナモン
CD『「シナモン the movie/ねずみ物語〜ジョージとジェラルドの冒険〜」サウンドトラック』（エイベックス・マーケティング AVCD-23476/B）に収録

## ショートアニメ
『シナモンアニメだもん』のタイトルで、2023年3月3日よりシナモロール公式YouTubeチャンネルとシナモロール公式TikTokチャンネルにて毎週月水金曜日に3話ずつ配信。4月以降は毎週月金曜日に1話ずつ配信している。同年9月13日〜はサンリオのアメリカ版の公式YouTubeチャンネル『Hello Kitty and Friends』に英語版の配信が開始された。
シナモロールのアニメは「シナモン the movie」以来となり、サンリオ原作のWebアニメは、「KUROMI‘S PRETTY JOURNEY」以来となる。また、本作は現在サンリオ原作のWebアニメでの話数が過去最高記録を突破し現在も更新中。
原作はシナモロール公式Xのポストである。

### テーマソング
「キミのこと、だいだいだいすきだもん☆」
作詞作曲 - YUPPA/ 歌 - シナモン

### 各話リスト
| 話数                           | サブタイトル                             | 英語版サブタイトル           | 日本語版配信日 |
| ------------------------------ | ---------------------------------------- | ---------------------------- | -------------- |
| 第1話                          | スナック菓子                             | Snack Time!💙                | 2023年3月3日   |
| 第2話                          | 朝だよ！                                 | Good Morning!💙🌅            | 〃             |
| 第3話                          | 股下2センチ                              | Dressing up💙                | 〃             |
| 第4話                          | お風呂でアイス                           | Treat Yourself!💙🛀🍨        | 〃             |
| 第5話                          | ごぼぼぼ                                 | Bubbles🫧🛀💙                | 〃             |
| 第6話                          | スキンケア                               | Skin Care💙                  | 〃             |
| 第7話                          | カワイイはお休みです                     | Easy-Breezy 💙               | 〃             |
| 第8話                          | 筋トレプルプル                           | Workin' Out 💙💪             | 3月6日         |
| 第9話                          | ふーふー                                 |                              | 〃             |
| 第10話                         | メッセージ                               | For You 💙                   | 〃             |
| 第11話                         | 遅刻しちゃう！                           | Running Late! 💙             | 3月8日         |
| 第12話                         | フラフープとみるく                       | Hula-hooping with Milk 💙    | 〃             |
| 第13話                         | 残像                                     | Blink and You'll Miss It! 💙 | 〃             |
| 第14話                         | 着れない😢                               | Not the Best Fit 💙          | 3月10日        |
| 第15話                         | 掃除機とシロ太郎                         | Vacuuming with Shirotaro 💙  | 〃             |
| 第16話                         | 寝癖                                     | Messy Hair 💙                | 〃             |
| 第17話                         | 寝癖モカアレンジ                         | Mocha to the Rescue 💙🎀     | 3月13日        |
| 第18話                         | 告白                                     | The Great Romantic 💙        | 〃             |
| 第19話                         | みるく視点                               | Milk's-Eye View 💙           | 〃             |
| 第20話                         | シナモンの子守歌                         |                              | 3月15日        |
| 第21話                         | お布団まきまき                           | Bed Roll 💙                  | 〃             |
| 第22話                         | だるまさんがころんだ！                   | Red Light, Green Light 💙    | 〃             |
| 第23話                         | どっちが好き？                           |                              | 3月17日        |
| 第24話                         | シロ太郎のマネ                           |                              | 〃             |
| 第25話                         | たかーくジャンプ！                       |                              | 〃             |
| 第26話                         | ダンスの練習                             |                              | 3月20日        |
| 第27話                         | 一緒に寝よう♪                            |                              | 〃             |
| 第28話                         | あごのせシナモン                         |                              | 〃             |
| 第29話                         | ウィンクの練習                           |                              | 3月22日        |
| 第30話                         | モカちゃんと自撮り🤳                     |                              | 〃             |
| 第31話                         | みるく、描けた？                         |                              | 〃             |
| 第32話                         | コーナーを攻める！                       |                              | 3月24日        |
| 第33話                         | ピザ職人シナモン                         |                              | 〃             |
| 第34話                         | バンダナの巻き方                         |                              | 〃             |
| 第35話                         | イケオジシナモン                         |                              | 3月27日        |
| 第36話                         | もぐもぐシナモン                         |                              | 〃             |
| 第37話                         | ヨガ！ヨガ！ヨガ！                       |                              | 〃             |
| 第38話                         | カフェ店員さん                           |                              | 3月29日        |
| 第39話                         | ダンスの練習・そのに                     |                              | 〃             |
| 第40話                         | ネンドマツ・シフォン                     |                              | 〃             |
| 第41話                         | 桜の見える席へどうぞ！                   |                              | 3月31日        |
| 第42話                         | 新年度を迎えるキミへ                     |                              | 〃             |
| 第43話                         | いつもありがとう♪                        |                              | 〃             |
| 第44話                         | ぎゅ〜〜うにょ〜〜ん                     |                              | 4月3日         |
| 第45話                         | ろくろのたつじん                         |                              | 4月7日         |
| 第46話                         | 仲良しだんご                             |                              | 4月10日        |
| 第47話                         | 楽しもうね〜！                           |                              | 4月14日        |
| 第48話                         | 焼き立てを召し上がれ                     |                              | 4月17日        |
| 第49話                         | ドリブル・ドリブル                       |                              | 4月21日        |
| 第50話                         | 変身アプリ                               |                              | 4月24日        |
| 第51話                         | 飛べ！みるく                             |                              | 4月28日        |
| 第52話                         | おねむブランコ                           |                              | 5月1日         |
| 第53話                         | お歌の練習                               |                              | 5月5日         |
| 第54話                         | おやすみ終わっちゃった                   |                              | 5月8日         |
| 第55話                         | おみみじゃんけん                         |                              | 5月12日        |
| 第56話                         | みるく・ミルク                           |                              | 5月15日        |
| 第57話                         | シフォンの応援                           |                              | 5月19日        |
| 第58話                         | 映画のお供                               |                              | 5月22日        |
| 第59話                         | 美の道は一日にしてならず                 |                              | 5月26日        |
| 第60話                         | うちわの練習                             |                              | 5月29日        |
| 第61話                         | しょーげきのげんじつ                     |                              | 6月2日         |
| 第62話                         | 上からみるく                             |                              | 6月5日         |
| 第63話                         | ダンスの練習？                           |                              | 6月9日         |
| 第64話                         | おむかえシナモン                         |                              | 6月12日        |
| 第65話                         | 雨のワルツ                               |                              | 6月16日        |
| 第66話                         | 目覚ましお手玉                           |                              | 6月19日        |
| 第67話                         | しっけ、いやー‼︎                          |                              | 6月23日        |
| 第68話                         | 6/27はカプチーノのお誕生日               |                              | 6月27日        |
| 第69話                         | シロ太郎はパソコンがお好き               |                              | 6月30日        |
| 第70話                         | せんぷうき                               |                              | 7月3日         |
| 第71話                         | 二度寝の誘惑                             |                              | 7月7日         |
| 第72話                         | みんなへのメッセージ                     |                              | 7月10日        |
| 第73話                         | 呪文                                     |                              | 7月14日        |
| 第74話                         | ぼくもつれてって！                       |                              | 7月17日        |
| 第75話                         | どーなつ睡眠                             |                              | 7月21日        |
| 第76話                         | 素振りの練習                             |                              | 7月24日        |
| 第77話                         | シロ太郎と洗濯物                         |                              | 7月28日        |
| 第78話                         | ジャズ！                                 |                              | 7月31日        |
| 第79話                         | 全力であそぶ！                           |                              | 8月4日         |
| 第80話                         | キミのタイプは？                         |                              | 8月7日         |
| 第81話                         | お空からの伝言                           |                              | 8月9日         |
| 第82話                         | シナモロールはかせ                       |                              | 8月11日        |
| 第83話                         | シナモンはシェフ                         |                              | 8月14日        |
| 第84話                         | シナモンの電話相談室                     |                              | 8月16日        |
| シナモンアニメだもんスペシャル | この夏やり残したこと                     |                              | 8月23日        |
| 第85話                         | おいしくなる魔法                         |                              | 9月1日         |
|                                | 食べすぎると…                            |                              | 9月11日        |
| 第86話                         | いめーじちぇんじ                         |                              | 9月15日        |
| 第87話                         | おーかーえーりー！                       |                              | 9月18日        |
|                                | おみみでよしよし                         |                              | 9月22日        |
| 第88話                         | 伝説のバッター                           |                              | 10月2日        |
| 第89話                         | 守備もまかせて！                         |                              | 10月9日        |
|                                | ︎ ✧︎ ✧︎ ✧ Happy Halloween ︎ ✧︎ ✧︎ ✧            |                              | 10月23日       |
| シナモンアニメだもんスペシャル | ハロウィンナイトは大ピンチ！？           |                              | 10月27日       |
| 第90話                         | 芸術の秋、いたずらの秋                   |                              | 11月6日        |
|                                | #ハロウィンメイク してみたよ☆どうかな？  |                              | 10月30日       |
| 第91話                         | シロ太郎とおひるね                       |                              | 11月13日       |
|                                | ぺちぺち                                 |                              | 11月17日       |
| 第92話                         | ホクホクのおすそわけ                     |                              | 11月20日       |
|                                | ふりふり...ちらっ                        |                              | 11月24日       |
| 第93話                         | エスプレッソお誕生日おめでとう！         |                              | 12月4日        |
|                                | キミのことだいだいすきだもん♡            |                              | 12月1日        |
| 第94話                         | 師走シフォン                             |                              | 12月11日       |
|                                | みるく、ジャンプ！                       |                              | 12月18日       |
|                                | 3分くらい☆クッキング                     |                              | 12月22日       |
| 第95話                         | メリークリスマス！                       |                              | 12月25日       |
| 第96話                         | 鏡餅みるく                               |                              | 1月8日         |
|                                | おみかん・つみつみ                       |                              | 1月12日        |
| 第97話                         | シフォンお誕生日おめでとう！             |                              | 1月14日        |
|                                | おしくらまんじゅう                       |                              | 1月19日        |
| 第98話                         | まねっこ〜♪                              |                              | 1月26日        |
|                                | みょいぃ〜〜〜ん                         |                              | 1月29日        |
|                                | キミのことだいだいすきだもん♡            |                              | 2月2日         |
| 第99話                         | 2/4はみるくの誕生日                      |                              | 2月5日         |
|                                | あれ？シロ太郎？                         |                              | 2月9日         |
| 第100話                        | キミに渡したいもの                       |                              | 2月14日        |
|                                | キミのこと応援しているよ！               |                              | 2月19日        |
| 第101話                        | 2/20はモカちゃんのお誕生日               |                              | 2月20日        |
|                                | おやすみなさい                           |                              | 2月23日        |
| 第102話                        | おかたづけ♪                              |                              | 3月4日         |
|                                | みんなどうもありがとう！                 |                              | 3月6日         |
| 第103話                        | あたらしい世界へとびこむキミへ           |                              | 3月11日        |
|                                | みるく泣いちゃった！                     |                              | 3月15日        |
| 第104話                        | あっぷっぷ〜！                           |                              | 3月22日        |
| 第105話                        | がんばるキミへ                           |                              | 4月5日         |
|                                | みるくのあやしかた                       |                              | 4月12日        |
|                                | うとうと、カクッ                         |                              | 4月19日        |
| 第106話                        | お出かけするの？                         |                              | 4月30日        |
| 第107話                        | 今、何を聞いていますか？inシュクルタウン |                              | 5月7日         |
|                                | 顔マネチャレンジ！                       |                              | 5月10日        |
|                                | シナモン応援団♪                          |                              | 5月17日        |
|                                | 下からシナモン〜♪ ハイ〜！               |                              | 5月24日        |
|                                | ぼくのお友達を紹介するね♪                |                              | 5月31日        |
|                                | みるくぶるぶる                           |                              | 6月7日         |
| 第109話                        | 雨やまないねぇ                           |                              | 6月14日        |
|                                | たくさん投票ありがとう！サンちゅっ♡      |                              | 6月21日        |
| 第110話                        | 6/27はカプチーノのお誕生日2024           |                              | 6月27日        |
|                                | ホップ、ステップ、ジャ～～～ンプ♪        |                              | 7月2日         |
|                                | シナモロール学園の日常                   |                              | 7月5日         |
| 第111話                        | キミのこと待ってたんだ♪                  |                              | 7月7日         |
| 第112話                        | あ、あつい〜......                       |                              | 7月12日        |
| 第113話                        | 暑い日には流しそうめん！                 |                              | 7月19日        |
|                                | みるく〜！                               |                              | 7月26日        |
|                                | 夏だ〜！                                 |                              | 8月2日         |
| 第114話                        | 来年も一緒に来ようね                     |                              | 8月9日         |
|                                | ちゅ〜ちゅ〜                             |                              | 8月16日        |
| 第115話                        | あのね...                                |                              | 8月23日        |
| 第116話                        | ちょっとは、涼しくなったかなぁ？         |                              | 9月3日         |
|                                | コスモス...宇宙...                       |                              | 9月6日         |
|                                | お月見きれいだねぇ                       |                              | 9月17日        |
| 第117話                        | お芋だ！ワァァァ！                       |                              | 9月20日        |
|                                | キミも食べる？                           |                              | 10月4日        |
| 第118話                        | ちょっとだけだよ？                       |                              | 10月11日       |

## 歌
フーバーオーバーがシナモロールのテーマ曲『ベビーシナモン』を歌っている。フーバーオーバーのアルバム『コレクション』に収録。また、『ベビーシナモン2』という別の曲も歌っている。
また、シナモンとフレンズが歌唱する『ふたりはライバル』という楽曲が、2007年12月19日発売のアルバム『キティズパラダイスPLUS ソングブック サンリオキャラクターとうたおう! アニメソング』（コロムビアミュージックエンタテインメント COZX-287）に収録されている。
2006年10月28日、シナモエンジェルスが『Chu-Chu-Chu』でCDデビューした。2007年6月16日には2枚目のシングル『夏色ふぁんたじぃ』（この曲は奥村心雪が作詞を担当している）を発売。2枚共にサンリオピューロランドや一部のサンリオショップでの限定販売。
2012年6月には、シナモロール誕生10周年を記念したオリジナルソング『シナモンのパレード』を奥村心雪の作詞、インテツ(AYABIE)の作・編曲で、でんぱ組.incが歌っている。サンリオ公式YouTubeおよびニコニコ動画シナモンチャンネルにて、まさたかPの制作による3Dアニメでのビデオクリップを公開。
2012年12月5日には、キャラクターソングアルバム『Cinnamon Trip!!』が発売された。全曲の作詞・作曲をOSTER projectが手がけている。
2018年8月、シナモンが歌う品川区イメージソング『えがおのまほう』が発表された。
2019年11月24日、「第32回スーパージュノンボーイコンテスト」最終選考会1次審査の壇上で、シナモン応援歌『ふれーふれーがんばれー！』が初披露された。
2020年5月11日、サンリオ公式YouTubeチャンネルにて『ふれーふれーがんばれー！』のミュージックビデオ公開。
2020年11月18日、シングル「ふれーふれーがんばれー!/しあわせのラベル」（フェリオン）が発売。オリコン最高23位。
2021年11月4日、シングル「スタードーム」（ポニーキャニオン）が発売。オリコン最高22位。
2023年6月21日、配信限定シングル「ときめきレインボー」（ポニーキャニオン/SANRIO）が発売。

## テレビ番組
- キティズパラダイスシリーズ
  - キティズパラダイスFresh
  - キティズパラダイスPLUS
  - キティズパラダイスPeace
- ファンファンキティ!
- シナモンと安田顕のゆるドキ☆クッキング

## CM
- 花王ハミングフレア
- 日清食品「カップヌードル」 世界のカップヌードルシリーズ『カップヌードル シンガポール風ラクサ』（2025年3月 - ）

ほか

## その他
- 2019年9月にオープンした「ホテル沖縄 with サンリオ キャラクターズ」は館内のすべての客室がサンリオキャラクターで装飾されており、その中には「シナモロール」で装飾された客室も用意されている[108][109]。

### 公式Twitterアカウントへの中傷騒動
2015年3月からシナモロールの公式Twitterアカウントに対する暴言が相次ぎ、その多くはイジりがエスカレートしたものだった。これらの悪意あるリプライに対し、他のTwitterユーザーからは不快感をあらわす声があがり、5月に入ってからはネットいじめとして問題視する声も出てきた。
サンリオは同年5月11日からシナモロールの公式アカウントに対して暴言を吐いたユーザーに対してブロックする措置を取り、ブロックされたユーザーは200を超えた。翌日12日には、シナモロールの公式アカウントから、シナモンの友人であるシフォンが「シナモンは私が守るから、みんなはそっと見守ってほしい」と発言するツイートが投稿された。
ニュースサイトRBB Todayの原田は、サンリオ側もこの事態に辟易しており、キャラクターを通じて一連のツイートを行ったのではないかとみている。また、一部のメディアは一連の騒動をネットいじめとして問題視しはじめた。
メディア・プロダクションKAI-YOUの取材に対し、サンリオは一連の騒動に対して悲しく思っているとコメントし、シナモンも「みんなが嫌な気持ちになるのは悲しいけど、僕は元気だから安心して。また明日もツイートするよ」とコメントを述べた。また、タレントの水沢アリーやゆるキャラ好きのアイドル・寺嶋由芙をはじめとする芸能人たちからも励ましのコメントが寄せられた。
ニュースサイトダ・ヴィンチニュースの朝井麻由美は、一連の騒動について「何事にも果敢に挑戦するハローキティや狙ったギャグを発するぐでたまやKIRIMIちゃん.はボケが成り立っているのに対し、シナモンはいわゆる屈託のない"いい子"で、つっこみどころのないキャラクター像だったため、一部ユーザーから「シナモンは何を言っても怒らない」と思わせる結果になったのではないか」と推測している。
なお、「シナモンいじめの件の取材のためサンリオまで来てほしいのでサンリオへ行く」というツイートが流れたが、サンリオ側は「そのような事実はない」と声明を発表し、後に情報発信者からも自作自演であることが明かされた。